# Liste der Kulturdenkmale in Karlum
In der Liste der Kulturdenkmale in Karlum sind alle Kulturdenkmale der schleswig-holsteinischen Gemeinde Karlum (Kreis Nordfriesland) und ihrer Ortsteile aufgelistet (Stand: 10. März 2025). 

## Legende
In den Spalten befinden sich folgende Informationen:
- Objekt-ID: die Nummer des Kulturdenkmales
- Lage: die Adresse des Kulturdenkmales und die geographischen Koordinaten. Kartenansicht, um Koordinaten zu setzen. In der Kartenansicht sind Kulturdenkmale ohne Koordinaten mit einem roten Marker dargestellt und können in der Karte gesetzt werden. Kulturdenkmale ohne Bild sind mit einem blauen Marker gekennzeichnet, Kulturdenkmale mit Bild mit einem grünen Marker.
- Offizielle Bezeichnung: Bezeichnung des Kulturdenkmales
- Beschreibung: die Beschreibung des Kulturdenkmales
- Bild: ein Bild des Kulturdenkmales

## Sachgesamtheiten
| Objekt-ID      | Lage                                     | Offizielle Bezeichnung | Beschreibung | Bild                             |
| -------------- | ---------------------------------------- | ---------------------- | --- | -------------------------------- |
| 40618 Wikidata | Dorfstraße (54° 49′ 31″ N, 8° 57′ 48″ O) | Kirche St. Laurentius  | Aktualisierung vorgesehen - Begründung: geschichtlich, künstlerisch, städtebaulich, Kulturlandschaft prägend - Schutzumfang: Kirche St. Laurentius mit Ausstattung, Kirchhof, Grabmale bis 1870, Kirchhofsumwallung | weitere Fotos \| Fotos hochladen |

## Bauliche Anlagen
| Objekt-ID     | Lage                                           | Offizielle Bezeichnung                | Beschreibung | Bild                             |
| ------------- | ---------------------------------------------- | ------------------------------------- | --- | -------------------------------- |
| 5210 Wikidata | Achtruper Straße (54° 49′ 13″ N, 8° 58′ 27″ O) | Waldarbeiterkate                      | Alteintragung (Aktualisierung vorgesehen) - Begründung: Alteintragung (Aktualisierung vorgesehen) - Schutzumfang: Alteintragung (Aktualisierung vorgesehen) - Denkmaltyp: Bauliche Anlage | BW                               |
| 6714 Wikidata | Am Gläserkrug 1 (54° 49′ 18″ N, 8° 57′ 28″ O)  | ehem. Gasthof „Gläserkrug“            | Alteintragung (Aktualisierung vorgesehen) - Begründung: Alteintragung (Aktualisierung vorgesehen) - Schutzumfang: Alteintragung (Aktualisierung vorgesehen) - Denkmaltyp: Bauliche Anlage | BW                               |
| 43764         | Dorfstraße 4 (54° 49′ 46″ N, 8° 58′ 21″ O)     | Bauernhaus                            | Bauernhaus; 1893, im Kern evtl. älter; Wohnhaus eines Vierseithofes; eingeschossiger, langgestreckter Backsteinbau unter pfannengedecktem Schopfwalmdach, Zwerchhaus über dem Eingang; Zufahrtsallee mit Platanen - Begründung: geschichtlich, städtebaulich, Kulturlandschaft prägend - Schutzumfang: Bauernhaus, Zufahrtsallee - Denkmaltyp: Bauliche Anlage | BW                               |
| 43767         | Dorfstraße 16 (54° 49′ 44″ N, 8° 58′ 38″ O)    | Wohn- und Wirtschaftsgebäude          | Wohn- und Wirtschaftsgebäude; 1935; eingeschossiger, winkelförmiger Backsteinbau unter pfannengedecktem Satteldach, Wohnhaus mit Backsteinzierfriesen und Standerker, Wirtschaftsflügel mit großem Tor und Stalltür - Begründung: geschichtlich, städtebaulich, Kulturlandschaft prägend - Schutzumfang: gesamtes Objekt - Denkmaltyp: Bauliche Anlage         | BW                               |
| 4084 Wikidata | Dorfstraße (54° 49′ 31″ N, 8° 57′ 48″ O)       | Kirche St. Laurentius mit Ausstattung | Alteintragung (Aktualisierung vorgesehen) - Begründung: geschichtlich, künstlerisch, städtebaulich - Schutzumfang: gesamtes Objekt - Denkmaltyp: Bauliche Anlage, Sachgesamtheit: Kirche St. Laurentius | weitere Fotos \| Fotos hochladen |

## Gründenkmale
| Objekt-ID      | Lage                                     | Offizielle Bezeichnung | Beschreibung | Bild            |
| -------------- | ---------------------------------------- | ---------------------- | --- | --------------- |
| 19287 Wikidata | Dorfstraße (54° 49′ 43″ N, 8° 58′ 45″ O) | Kirchhof               | Alteintragung (Aktualisierung vorgesehen) - Begründung: geschichtlich, Kulturlandschaft prägend - Schutzumfang: Kirchhof, Grabmale bis 1870, Kirchhofsumwallung - Denkmaltyp: Gründenkmal, Sachgesamtheit: Kirche St. Laurentius | Fotos hochladen |

## Quelle
- Liste der Kulturdenkmale in Schleswig-Holstein – Kreis Nordfriesland (PDF)

- Karte mit allen Koordinaten:
- OSM |
- WikiMap